# Westwall
Der Westwall, von den Westalliierten auch Siegfried-Linie genannt (englisch Siegfried Line, französisch Ligne Siegfried), war ein über etwa 630 km verteiltes militärisches Verteidigungssystem entlang der Westgrenze des Deutschen Reiches im Zweiten Weltkrieg, das aus über 18.000 Bunkern, Stollen sowie zahllosen Gräben und Panzersperren bestand. Er verlief von Kleve an der niederländischen Grenze in Richtung Süden bis Grenzach-Wyhlen an der Schweizer Grenze.
Hitler ließ die Anlage, die militärischen und auch propagandistischen Wert hatte, ab 1936 planen und zwischen 1936 und 1940 errichten. Kurz zuvor hatte er in der Rheinlandbesetzung am 7. März 1936 entgegen den Auflagen aus dem Friedensvertrag von Versailles die durch die Folgen des Ersten Weltkriegs vom Reich demilitarisierten Gebiete beiderseits des Rheins von Wehrmachttruppen besetzen lassen.

## Vorgeschichte
Mit dem Friedensvertrag von Versailles machten sich Militärplaner an die Auswertung des Krieges und kamen zu dem Schluss, dass man einem zukünftigen Krieg mit einer starken Landesbefestigung nahe den Grenzen begegnen müsse. So entstanden ausgedehnte Festungssysteme in Frankreich (Maginot-Linie), Italien (Vallo Alpino), Schweiz (Schweizer Réduit), Tschechoslowakei (Tschechoslowakischer Wall), Griechenland (Metaxas-Linie), Jugoslawien, Polen, Sowjetunion (Stalin-Linie) und weiteren europäischen Ländern.
In Deutschland waren dies insbesondere der Oder-Warthe-Bogen, Westwall und Pommernwall.

## Herkunft des Begriffs „Westwall“

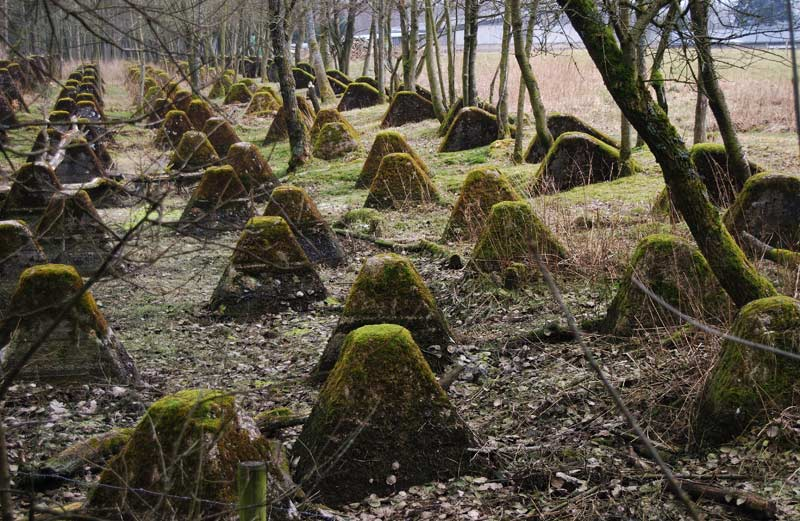
Panzersperren des Westwalls bei Hollerath/Eifel (2008)

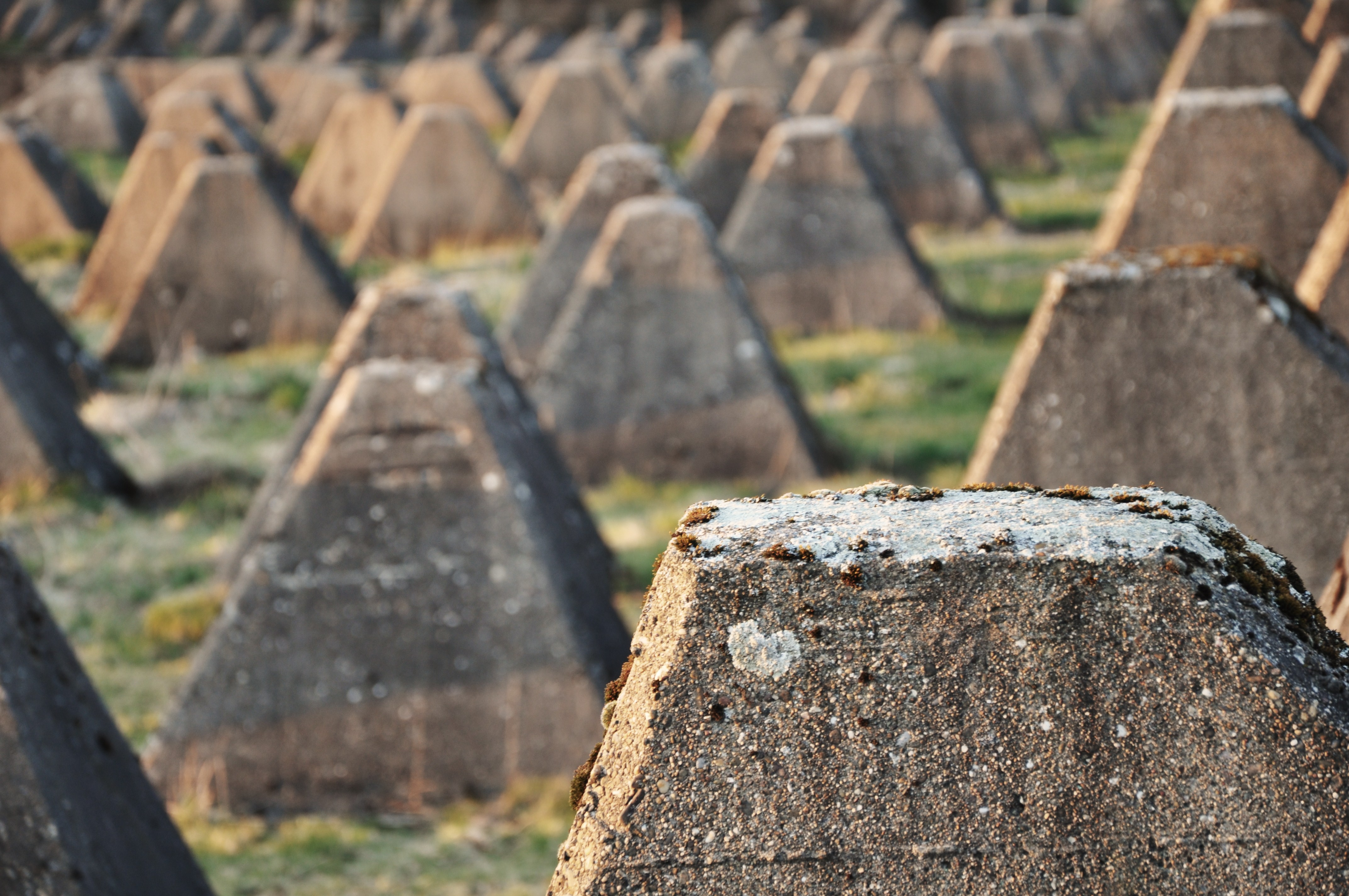
Panzersperren bei Walheim 2011

Vermutlich bürgerte sich die Bezeichnung Westwall ab Ende des Jahres 1938 zunehmend ein, ohne dass zunächst die nationalsozialistische Propaganda den Begriff in besonderem Maße benutzte. Er stammt wahrscheinlich aus dem Kreis der am Bau beteiligten Arbeiter. Im zweiten Halbjahr 1938 wurden noch Begriffe wie „Todt-Linie“ (offenbar die üblichste Bezeichnung, s. u.), „Schutzwall“ oder „Limes-Programm“ verwendet, während Militärkreise Namen wie „Führer-Linie“ oder „Hitler-Linie“ populär machen wollten.
Noch im Oktober und Dezember 1938 war von der „nach ihrem Schöpfer allgemein genannt[en]“ Todt-Linie die Rede.
Parallel dazu tauchte die Bezeichnung Westwall auf, und zwar in der Presse erstmals spätestens am 28. Oktober 1938, als das Neue Wiener Tagblatt unter der Überschrift „Männer vom Westwall auf Urlaub“ über einen Arbeiter berichtete, der seinen Koffer für die Rückfahrt packte und erzählte, sein Sohn sei „ordentlich stolz darauf, daß sein Vater mit am Westwall arbeitet“. Der Name Westwall tauchte ebenfalls am 19. November 1938 in einem Artikel der Tageszeitung „NSZ-Rheinfront“ auf, der den „Männern vom Westwall“ gewidmet war.
Hitler verwendete den Begriff erstmals öffentlich während seiner Besichtigungsreise zu den Westbefestigungen vom 14. bis zum 19. Mai 1939 und erließ am 19. Mai 1939 einen Tagesbefehl an die Soldaten und Arbeiter des Westwalls. Der offizielle Sprachgebrauch orientierte sich zuvor mehr an den nachfolgend beschriebenen Programmen, wobei mit „Limes-Programm“ ein Name gewählt wurde, der an den ehemaligen römischen Grenzwall in Germanien erinnern sollte.

## Entwicklung 1936 bis 1940
Die Entwicklung des Westwalls war keinesfalls homogen und wurde durch die politische Führung stark beeinflusst. Die heutige Sicht wird durch die Standardwerke von Groß (1982) und Bettinger & Büren (1990) stark geprägt. Groß arbeitete als einer der ersten dieses Thema wissenschaftlich auf und beschrieb die Entwicklung für Nordrhein-Westfalen; Bettinger & Büren veröffentlichten zehn Jahre später Erkenntnisse über den gesamten Bereich des Westwalls.
Groß unterscheidet folgende Entwicklungsschritte:
- Grenzwacht-Programm (Pionier-Programm) für die vordersten Stellungen aus dem Jahre 1938,
- Limes-Programm, ebenfalls aus dem Jahre 1938,
- Aachen-Saar-Programm aus dem darauf folgenden Jahr 1939,
- Die Geldern-Stellung Brüggen-Kleve von 1939 und 1940,
- Luftverteidigungszone (LVZ) West 1938 (siehe auch Kommando der Luftverteidigungszone West).

Bettinger & Büren stellten diese Entwicklungen in einen breiteren Kontext:
- 1936: Nach der Wiederbesetzung des Rheinlandes wurden meist vereinzelt und verstreut Bunker gebaut:
  - Zwischen Mosel und Rhein an wichtigen Straßen, Brücken über die Saar oder als Vorbereitung zum Bau späterer Stellungen.
  - Am Oberrhein wurden die wichtigsten Übergangsstellen brückenkopfartig mit Bunkern versehen.
  - Zudem wurden die Übergänge vom Oberrheingraben in die Täler des Schwarzwaldes mit jeweils kleinen Stützpunkten inklusive Bunker versehen.
  - Die einzige größere Stellung mit Bunkern entstand südlich von Karlsruhe – Ettlinger Riegel.
- 1937: Die Planungen für die Befestigungssysteme Befestigungen zwischen Mosel und Rhein und die Befestigungen am Oberrhein, darunter der Isteiner Klotz, sahen die Implementierung von drei Befestigungskonzepten vor. Befestigungslinien im Festungsausbau sollten unter anderem die historischen Einfallspforten durch das Rheintal westlich Karlsruhe (die sogenannte Weißenburger Senke bei Bad Bergzabern; dort war der Bau von zwei A-Werken geplant) und durch das Moseltal bei Trier schließen. Ihr Bau dauerte Jahre. Dazwischen wurden Befestigungslinien in Stellungsausbau angefangen. Vorgelagerte Befestigungslinien im Sperrausbau entlang der Saar und grenznah in der Pfalz waren nur zum vorübergehenden Schutz der dahinter zu bauenden Stellungen gedacht, die mit Absicht etwas weiter abgesetzt von der Grenze geplant wurden.
- 1938: Ein viertes Befestigungssystem, die Befestigungen Niederrhein und Eifel sollte die Kette mit Befestigungsanlagen bis in Höhe der Nordgrenze Belgiens an der niederländischen Grenze (Dreiländereck Vaals bei Aachen) verlängern. Groß (1982) nannte diesen Entwicklungsschritt Pionierbauprogramm 1938.

Ab Mai 1938 wurden die ursprünglichen Planungen, die nur noch den Bau von Befestigungslinien im Stellungsausbau unter dem Namen Limesprogramm vorsahen, drastisch verändert. Zudem wurden die verwendeten Bunkertypen – Regelbauten genannt – vereinfacht bzw. standardisiert, damit sie von der Organisation Todt schneller gebaut werden konnten. Grund für die Veränderung und Beschleunigung war die Teilmobilmachung der Tschechoslowakei als Reaktion auf die aggressive deutsche Außenpolitik und das Risiko, dass Frankreich in einen militärischen Konflikt mit der Tschechoslowakei eingreifen würde. Zu diesem kam es nach dem Einmarsch am 15./16. März 1939 aber nicht.
Parallel dazu baute die Luftwaffe die LVZ-West hinter dem Westwall zwischen Mosel und Rhein, eine Kette von Flugabwehrstellungen mit eigenen Bunkern.

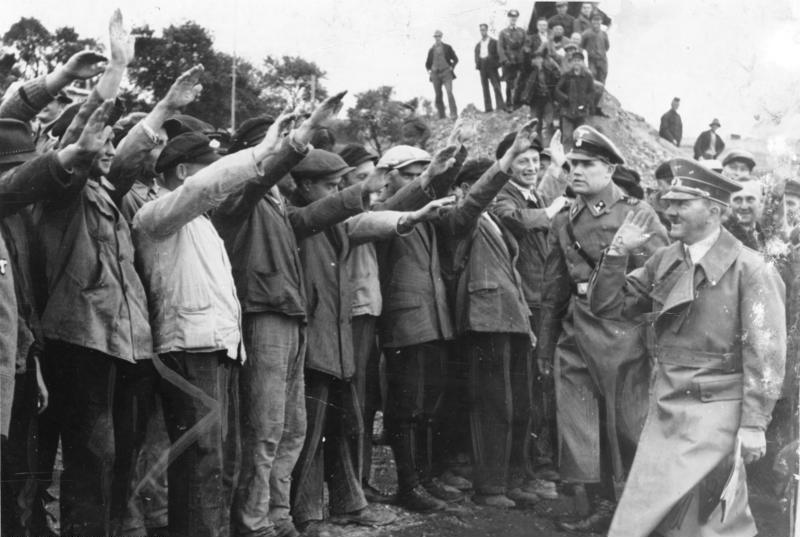
Westwall-Arbeiter begrüßen Adolf Hitler bei dessen Besuch im Oktober 1938

Ab Oktober 1938 kündigte Hitler an, die Städte Aachen und Saarbrücken besser zu schützen, und forderte den Ausbau der diesen Städten vorgelagerten Befestigungslinien im Sperrausbau zu einer richtigen Stellung. Dieser Schritt wurde unter dem Namen Aachen-Saar-Programm bekannt; er wird oft mit der Einführung neuer Regelbauten im Februar 1939 verwechselt, die besonders in diesen auszubauenden Stellungen Verwendung fanden.
- 1939: Der Bau der Bunker aus dem Limesprogramm war noch längst nicht abgeschlossen, als die im Bau befindlichen Stellungen mit neuen Regelbauten erweitert wurden. Zudem wurde die LVZ-West nach Norden bis nach Mönchengladbach und nach Süden zum Bodensee verlängert. Nach dem Kriegsbeginn wurden sogar nochmal neue Stellungen angefangen:
  - Die Geldernstellung, die eine Verlängerung nach Norden bis zum Rhein vorsah.
  - Der Orscholzriegel zwischen dem Westwall bei Mettlach und Luxemburg.
  - Die Spichern-Stellung auf den Höhen südlich Saarbrückens, teilweise auf französischem Hoheitsgebiet.
- 1940: Der Ausbau verlangsamte sich und wurde nach dem Westfeldzug (Mai/Juni 1940) eingestellt.
- 1944: Die erneute Bedrohung der deutschen Westgrenze durch die herannahende Front führte zur Reaktivierung der technisch oft veralteten Befestigungsanlagen. Der Bau von modernen Bunkern konnte nur in bescheidenem Umfang vorangetrieben werden. Im Herbst/Winter 1944/1945 wurde die Maas-Rur-Stellung gebaut, eine zur Verstärkung des Westwalles erstellte feldmäßige Grabenstellung zwischen der Maas bei Venlo und der Rur bei Wassenberg (sie wurde im Februar 1945 kampflos geräumt).

## Auswirkungen des Westwallbaus
Alle diese Programme wurden fortan unter höchster Priorität und der Nutzung aller verfügbaren Ressourcen vorangetrieben. Da bereits Rohstoffknappheit herrschte und auch sehr viele Bauarbeiter am Westwall benötigt wurden, kam insbesondere die öffentliche und private Bauwirtschaft völlig zum Erliegen, obwohl damals der Bedarf an Wohnraum groß war. Zu dieser Zeit fehlten in Deutschland etwa 1,5 Millionen Wohnungen (siehe auch Kriegsökonomie#Rohstoffe).
Zu Gunsten des Westwalls wurde der Ausbau der Festungsfront Oder-Warthe-Bogen (sogenannter „Ostwall“) eingestellt. Ausrüstung und Bewaffnung wurde vom Oder-Warthe-Bogen an den Westwall gebracht.
Auswirkungen hatte der Bau auch auf die Landwirtschaft des Reiches. So mussten für den Westwallbau im Zeitraum von 1937 bis 1939 über 30.000 Bauern mit ihren Familien die eigenen rund 5.600 Betriebe mit einer Fläche von 120.000 Hektar verlassen, was zusammen mit anderen Baumaßnahmen der Wehrmacht eine nicht unerhebliche Verminderung der landwirtschaftlichen Nutzfläche bedeutete.

## Kosten
Der Bau des Westwalls kostete knapp 3,5 Mrd. Reichsmark (Zum Vergleich: Das Deutsche Reich hatte 1933 zivile Ausgaben von 6,2 Mrd. RM).
Der Bau und andere Ausgaben (z. B. Aufrüstung der Wehrmacht) konnten nur mittels staatlicher Kreditaufnahme und mit Mefo-Wechseln finanziert werden. Ausländische Devisen waren knapp; 1938 stand Deutschland vor dem Bankrott. Auch die deutlich steigende Inflation hatte ihre Ursache insbesondere im Bau des Westwalls. Durch hohe Stundenzahlen, zahlreiche Zulagen und ständigen Bedarf an Arbeitskräften wurde das landesweite Lohngefüge erheblich gestört. Beispielsweise konnten beim Bau des Westwalls eingesetzte Hilfsarbeiter aus der Landwirtschaft einen bis zu dreifach höheren Stundenlohn erzielen als mit ihrer bisherigen Arbeit. Das Reichswirtschaftsministerium kritisierte eine verschwenderische Überbezahlung in der Größenordnung von mehreren hundert Millionen RM.

## Beispielhafte Regelbauten

Freigelegter Regelbau 58-c (Tobruk) bei Elmpt

Zu Beginn der jeweiligen Programme wurden Regelbauten am Reißbrett konstruiert, von denen dann zum Teil viele tausend nach dem vorher festgelegten Schema gebaut wurden.

### Pionierprogramm
Für das Pionierprogramm wurden in erster Linie kleine Bunker mit drei frontal ausgerichteten Scharten errichtet. Die Anlagen hatten nur eine Wandstärke von 30 cm und waren nicht gegen Giftgas gesichert. Die dort stationierten Soldaten hatten keine eigenen Betten, sondern mussten sich mit Hängematten behelfen. An exponierten Stellen wurden ähnlich kleine Anlagen mit kleinen Panzerkuppeln aufgestellt. Alle diese Bauwerke galten schon während ihres Baus als veraltet und boten bestenfalls Schutz gegen Bomben- oder Granatsplitter. Betrieben wurde das Programm von der Grenzwacht, einer kleinen militärischen Truppe, die unmittelbar nach der Besetzung des Rheinlandes dort ihre Tätigkeit aufnahm. Errichtet wurden die Anlagen in der Nähe der Grenze. Das Westwallmuseum Konz ist ein als Museum eingerichteter Bunker dieser Baureihe.

### Limesprogramm

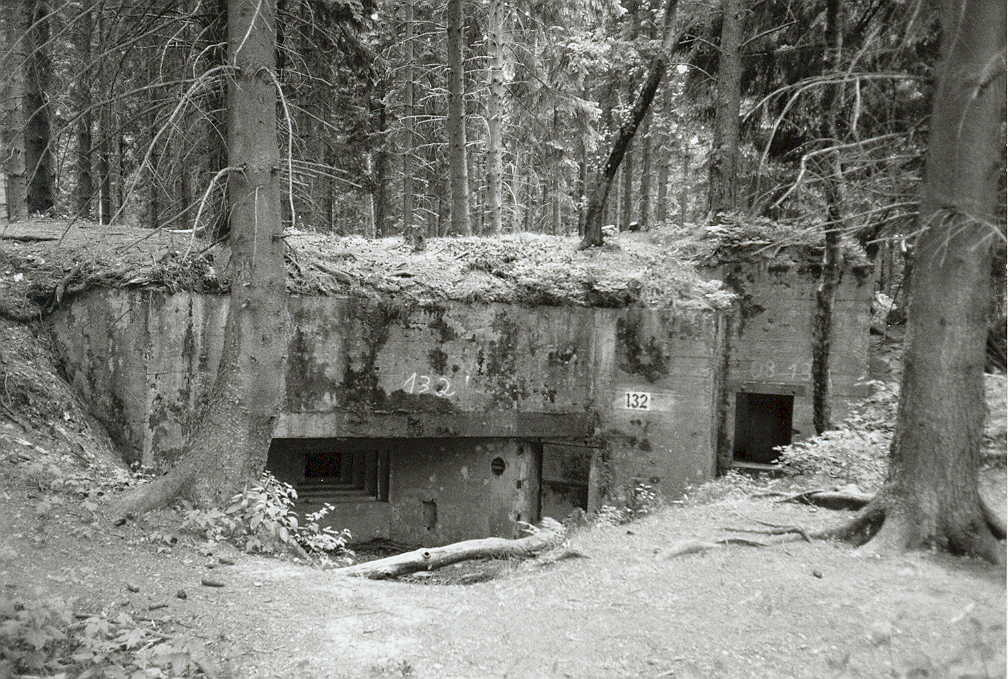
Regelbau 10 des Limesprogramms von der Rückseite aus gesehen

Adolf Hitler befahl am 28. Mai 1938 das Limesprogramm: die deutsche Westgrenze sollte von der Schweizer Grenze bis nach Brüggen (bei Venlo) durch den Bau von 11.800 Bunkeranlagen befestigt werden.
Diese sollten bis zum 1. Oktober 1938 fertiggestellt werden; dieser Termin hing zusammen mit dem von Hitler geplanten Angriff auf die Tschechoslowakei (der durch das Münchner Abkommen bis zur Zerschlagung der Rest-Tschechei ausgesetzt wurde).
Die 1938 errichteten Bunker waren massiver konstruiert als die zuvor im Pionierprogramm errichteten. Sie hatten eine Decken- und Wandstärke von 1,5 m. Vom Regelbau 10 wurden beispielsweise insgesamt 3.471 Anlagen am gesamten Westwall gebaut. Diese Anlage besaß einen Aufenthalts- und Schutzraum für zehn bis zwölf Mann mit einem Eingang und nach rückwärts ausgerichteter Treppenscharte und einen 0,5 m höher angelegten Kampfraum mit jeweils einer flankierenden und frontalen Scharte für ein Maschinengewehr mit einem separaten Eingang. Weitere Scharten waren für Karabiner vorgesehen; die ganze Anlage war aus den Erfahrungen des Ersten Weltkrieges heraus sicher gegen Giftgas ausgelegt. Der Bunker war mit einem gassicheren Ofen beheizbar, der nach außen führende Kamin mit einem massiven Gitter verschlossen. Jedem Soldaten standen eine Schlafstelle und ein Hocker zu, der kommandierende Offizier erhielt einen Stuhl. Das Platzangebot war sehr gering: Etwa 1 m² Fläche konnten einem Soldaten innerhalb der Bunker zur Verfügung gestellt werden, damit war eine drangvolle Enge in den Aufenthaltsräumen vorgezeichnet. Im Inneren der heute noch erhaltenen Bunker dieses Typs befinden sich noch die Aufschriften, mit denen die einrückenden Mannschaften auf ihre Aufgabe vorbereitet wurden: „Achtung, Feind hört mit!“ oder auch: „Licht machen nur bei geschlossener Scharte!“.

### Aachen-Saar-Programm

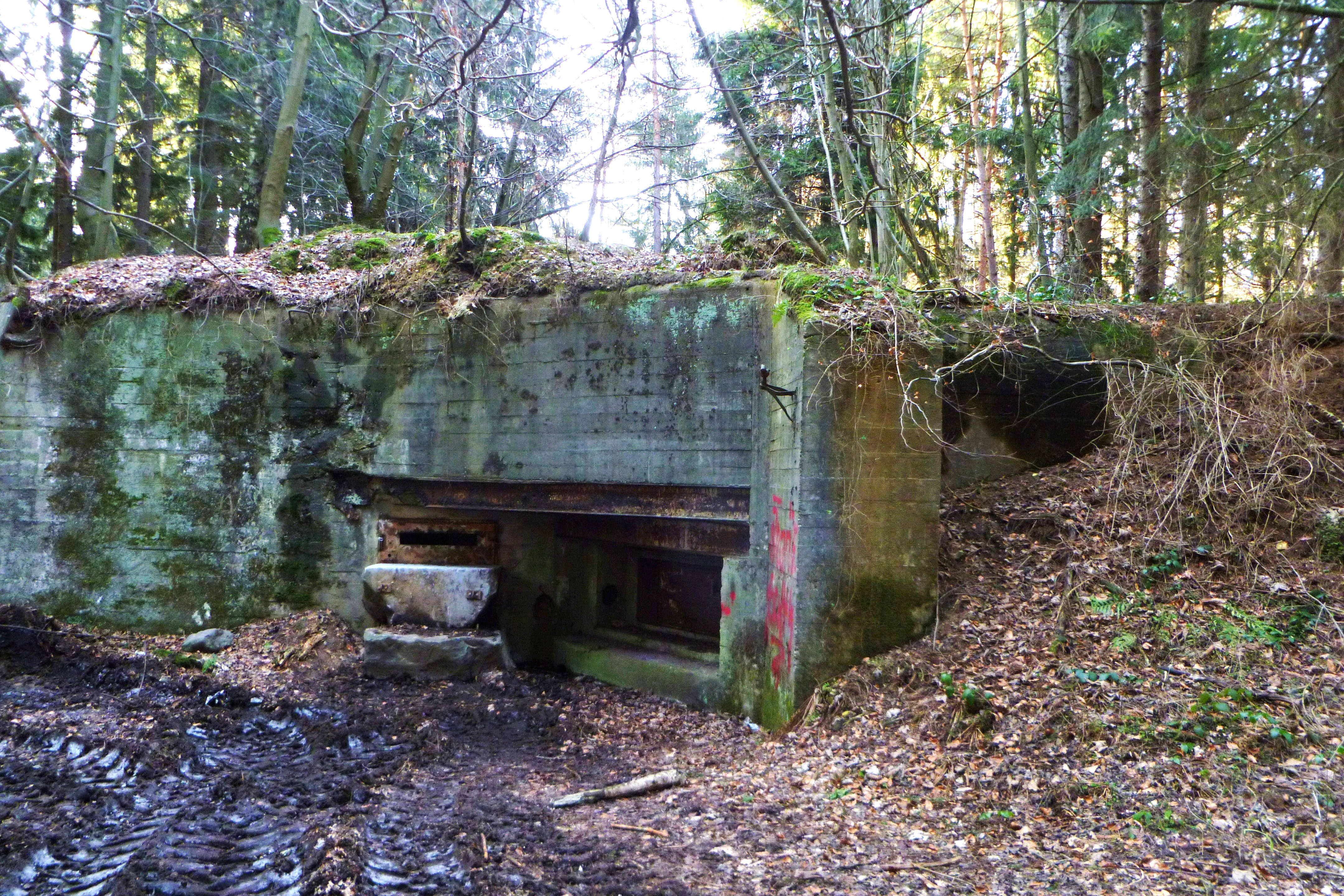
Kampfbunker Regelbautyp SK/6a Nr. 153 bei Entenpfuhl in Aachen

Ähnlich typische Bauwerke waren die Doppel-MG-Kasematten vom Typ 107 und der Regelbau Typ 106a (MG-Kasematte mit Gruppenunterstand) des Aachen-Saar-Programms mit Betonstärken zwischen 2 m und 3,5 m. Allerdings verzichtete man in diesen Bunkern meist auf frontal wirkende Scharten und ordnete sie seitwärts an. Frontalscharten wurden nur in Ausnahmefällen eingebaut und dann mit einem massiven Panzerschutz versehen. Das veränderte Konzept der Bunker trug den Erfahrungen aus den vorher errichteten Regelbauten Rechnung. Das Platzangebot pro Soldat wurde so von 1 m² auf 1,3 bis 1,4 m² erhöht. Der Platzmangel für Verpflegung und Munition in den Bunkern des Pionier- und des Limesprogramms wurde behoben, indem spezielle Räume für Lebensmittel und Munition angelegt wurden.
Das am 9. Oktober 1938 beschlossene und Anfang 1939 begonnene Programm schloss die beiden Städte Aachen und Saarbrücken wegen ihrer wirtschaftlichen Bedeutung mit ein. Diese lagen zunächst westlich der Verteidigungslinie des Limesprogramms.
Im Saarland wurde in diesem Zuge die Saarufer-Stellung ausgebaut, wobei die Hauptkampflinie (HKL) von der Hilgenbachstellung bis zur Saar vorgeschoben wurde. Somit wurde, im Bereich von Beckingen bis Saarbrücken, die Hilgenbachstellung zu einer zweiten Linie, die bis dahin HKL gewesen war.

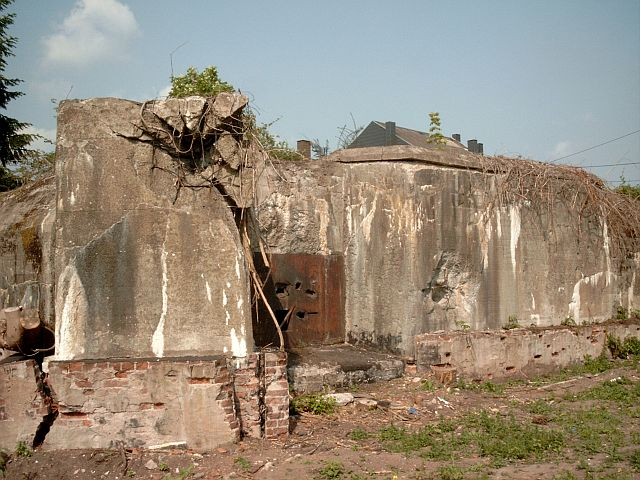
Regelbau 107b mit Beschussspuren panzerbrechender Waffen in Dillingen/Saar

### Luftverteidigungszone West
Im Jahr 1938 befasste sich die Luftwaffe erstmals mit der Planung einer Zone, die den Namen Luftschutzzone West erhalten sollte. Diese sollte aus 60 leichten und schweren Flakbatterien bestehen und von Jülich bis Speyer verlaufen. Ein Schwerpunkt sollte auf dem Bereich Mosel–Rhein liegen. Mit den ersten Bauarbeiten wurde im Bereich des erwähnten Schwerpunktes begonnen. Am 12. November 1938 wurde per Verfügung die Erweiterung der nun Luftverteidigungszone West genannten Flakzone beschlossen. Als Termin für den Baubeginn dieser erweiterten Zone wurde in der Verfügung der 1. März 1939 festgehalten.
Die Luftverteidigungszone West (LVZ-West) schloss sich parallel zu den bereits beschriebenen Linien in Richtung Osten an. Die Entfernung zwischen der LVZ-West und der Hauptkampflinie betrug rund 40 Kilometer. Die LVZ-West bestand im Wesentlichen aus betonierten Stellungen der Flugabwehr. Die dort eingesetzten Waffen sollten einen anfliegenden Gegner in eine größere Höhe zwingen, wodurch sie seinen Treibstoffverbrauch vergrößern und seinen Aktionsradius gleichzeitig verringern sollten. Die verwendeten Regelbauten waren denen des zeitgleich begonnenen Limesprogramms sehr ähnlich und wurden auch noch gebaut, als das Heer ab 1939 auf modernere Regelbauten umstieg.
Zur Nahverteidigung besaßen diese Stellungen eigene Bunker für Maschinengewehre oder zur Unterbringung von Mannschaften oder eines Panzerabwehrgeschützes. Nur zwischen Mosel und Rhein wurde den Flakstellungen eine eigene Stellung mit LVZ-West-Regelbauten zur Bodenabwehr vorgelagert.
Die LVZ-West konnte zu keinem Zeitpunkt vollständig realisiert werden. Es war nicht möglich, eine Zone von mehr als 600 km Länge durchgehend mit Flak-Geschützen auszustatten. Bis zum 1. März 1940 waren im Ausbaubereich der LVZ-West von Düren bis Basel 1544 Anlagen gebaut worden. Nach dem erfolgreichen Frankreichfeldzug wurde auch die LVZ-West in die Desarmierung der Westwallanlagen eingeschlossen.
Zu Beginn des Westfeldzuges ließ Hitler eine zuvor durch Angehörige der Organisation Todt umgebaute ehemalige LVZ-Stellung in Münstereifel-Rodert als Führerhauptquartier unter dem Namen Felsennest errichten, nachdem er zuvor den „Adlerhorst“ als zu feudal abgelehnt hatte.

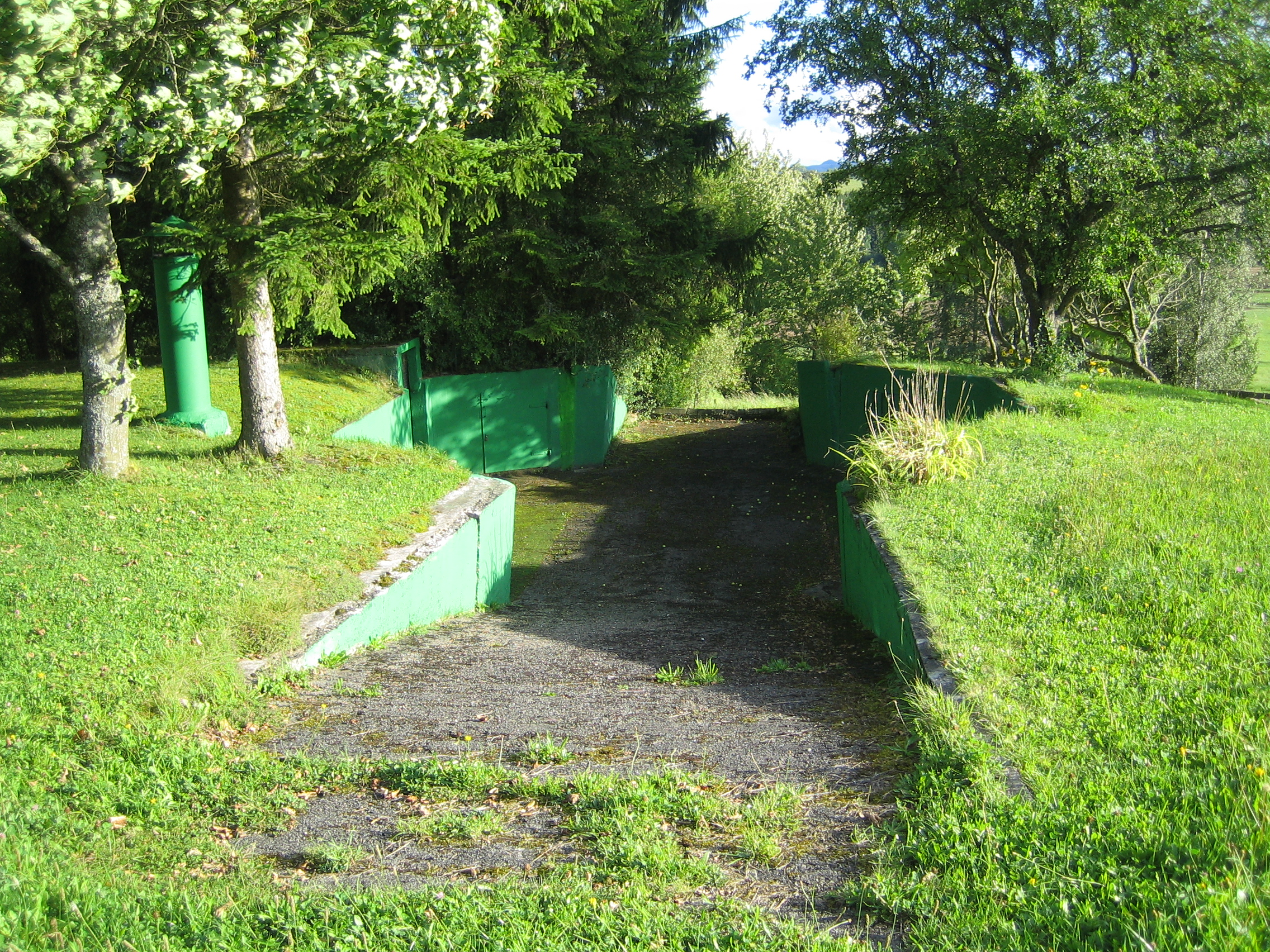
LVZ-West-Geschützbettung in Feckenhausen bei Rottweil, ähnlich Typ „Ginnik“ (achteckig mit fünf Munitionsnischen), jedoch mit angehängtem Unterstand

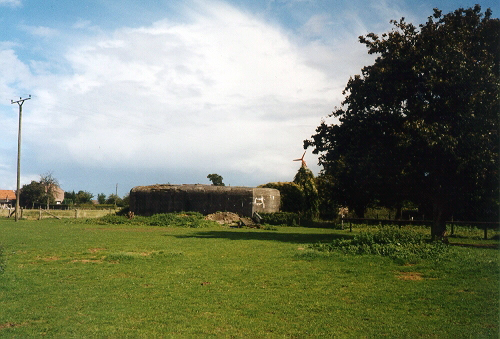
Bunker der Geldern-Stellung in der Nähe von Kleve

### Geldern-Stellung
Die Geldern-Stellung verlängerte den Westwall bis nach Kleve am Niederrhein und wurde erst nach Ausbruch des Zweiten Weltkrieges gebaut. Die Stellung ist nach der niederrheinischen Stadt Geldern benannt. Ursprünglich endete der Westwall im Norden in der Nähe von Brüggen im Kreis Viersen. Errichtet wurden in erster Linie unbewaffnete Unterstände in allerdings massivster Bauweise aus Beton. Diese Regelbauten vom Typ 102V wurden aus Gründen der Tarnung gern in der Nähe von landwirtschaftlichen Gehöften errichtet. Die ebenfalls hier errichteten Doppel-MG-Kasematten des Regelbautyps 107 sind restlos beseitigt worden.

### Panzersperren

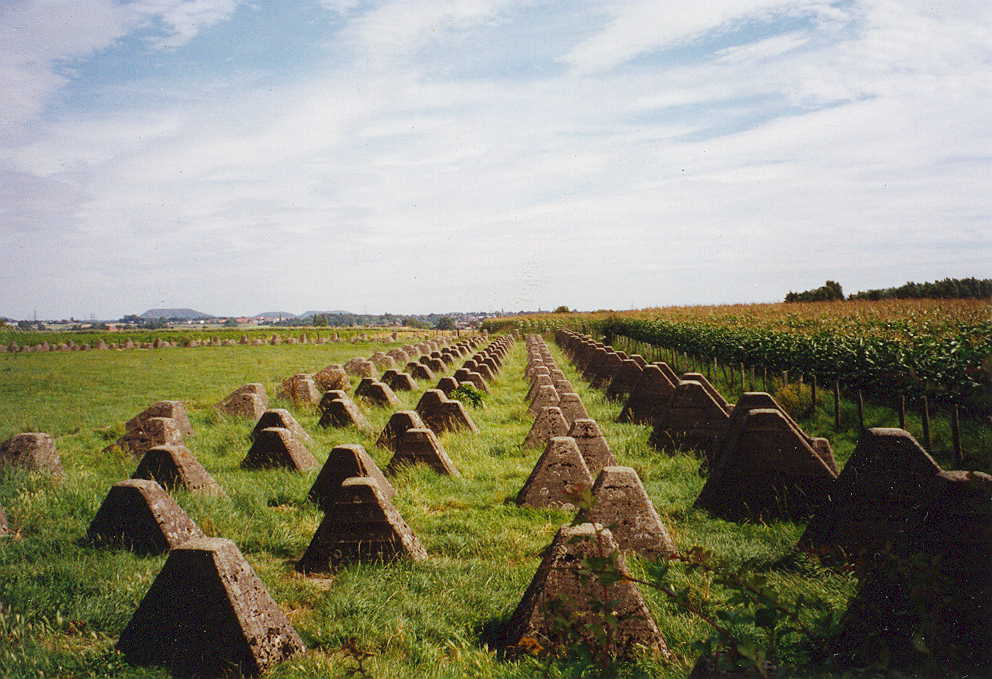
Fünfreihiges Panzerhindernis des Aachen-Saarprogramms vom Typ 1939

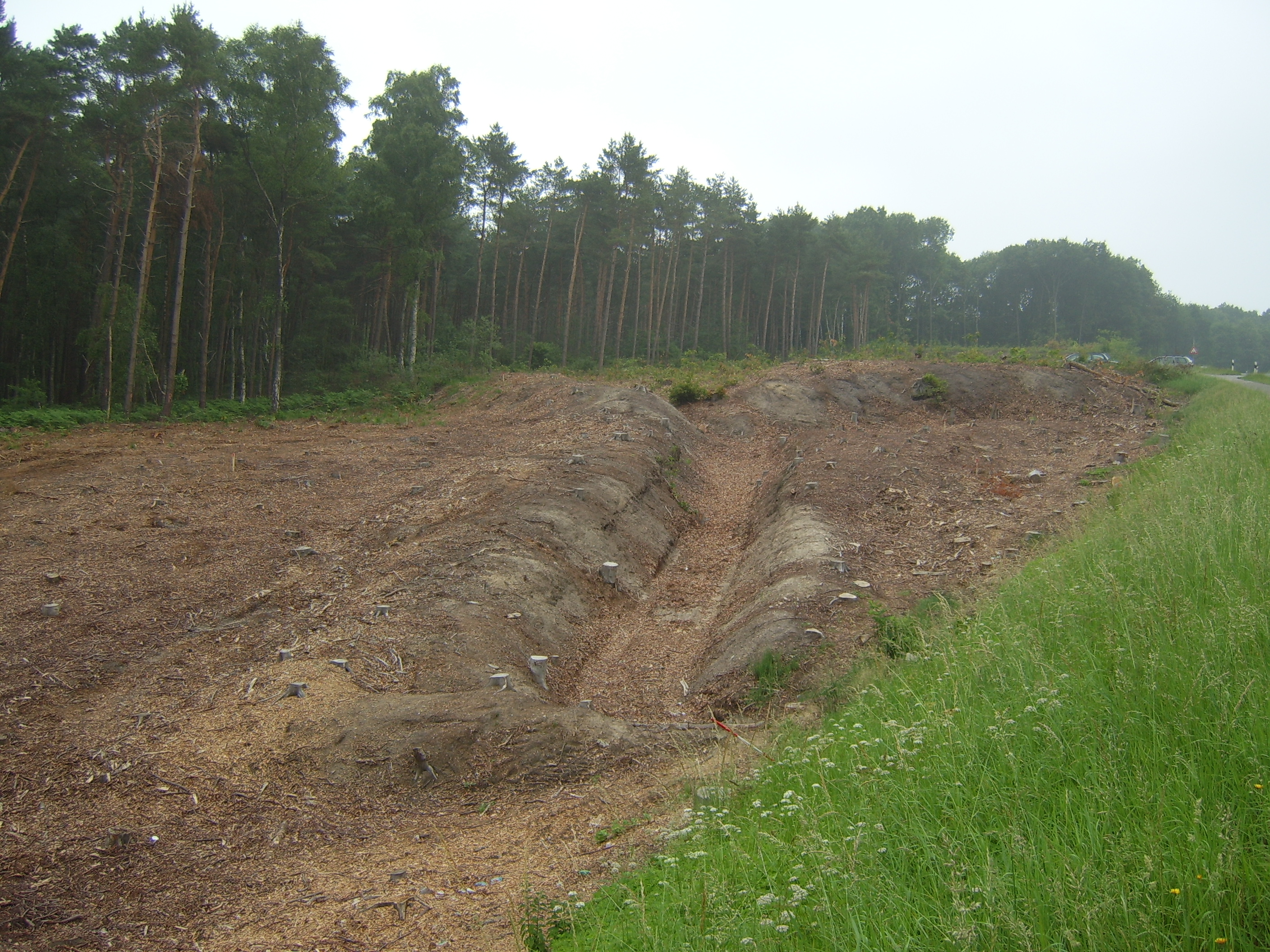
Panzersperrgraben bei Elmpt

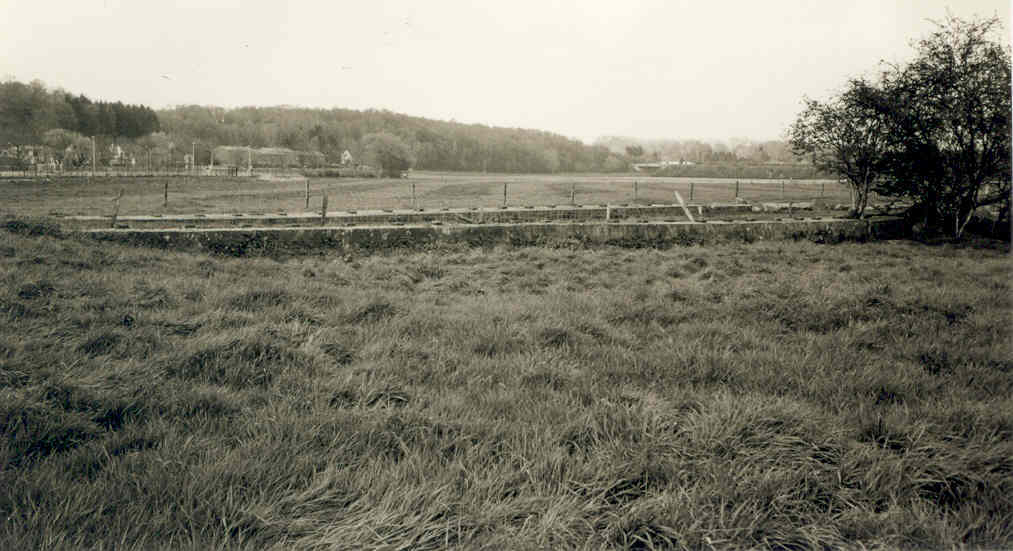
Überrest eines Hindernisses aus tschechischem Beutematerial bei Geilenkirchen

Außerdem wurden auf vielen Kilometern entlang des Westwalls Panzersperren gebaut. Es gibt verschiedene Arten dieser Sperren, darunter Höckerlinien, Hemmkurven, Panzermauern und auch Straßensperren. Die Höckerlinie wurde ihrer Form wegen so genannt, die Höcker wurden auch als Drachenzähne bezeichnet. Die Höcker aus Stahlbeton stehen in mehreren Reihen auf einem gemeinsamen Fundament. Regulär lassen sich zwei Hindernistypen nachweisen: Das Hindernis vom Typ 1938 mit vier von vorn nach hinten ansteigenden Zähnen und das Hindernis 1939 mit fünf dieser Zähne. Es wurden aber ebenfalls sehr viele unregelmäßige Höckerlinien gebaut. Auch Hemmkurven-Hindernisse sollten Panzer aufhalten. Die 36 Tonnen schweren, aus Stahlträgern gebauten Hindernisse steigen in Fahrtrichtung der gegnerischen Panzer kurvenförmig an. Panzermauern bestanden aus Hangmauern und einer senkrechten, drei Meter hohen Stahlbetonmauer. Panzer würden an dieser Stelle abstürzen. Sofern es die Topografie des Geländes zuließ, wurden wassergefüllte Gräben ausgehoben, genannt nasse Panzergräben. Derartige Anlagen finden sich beispielsweise nördlich von Aachen bei Geilenkirchen.
Ebenfalls in der Nähe von Geilenkirchen gibt es Überreste einer Panzersperre, die aus Beutematerial des Tschechoslowakischen Walles stammt. Zwei durchgehenden Schwellen aus Stahlbeton mit der Höhe von etwa einem Meter wurden im unregelmäßigen Abstand zwei gegeneinander gesetzte U-Profile aufgesetzt. Der Zwischenraum der beiden etwa zwei Meter hohen Stahlträger wurde mit Beton ausgegossen.
Nach dem Krieg wurden die Stahlträger mit einem Schneidbrenner entfernt und verschrottet. Die Schwellen sind dagegen noch vorhanden.

### Die Arbeitsbedingungen beim Bau
Die Bauleistungen des Pionier-Programms wurden größtenteils von Privatfirmen erbracht, die aber nicht in der Lage waren, für die darauf folgenden Programme die notwendigen Arbeitskräfte zu stellen. Diese Lücke füllte die Organisation Todt, benannt nach ihrem Gründer Fritz Todt. Aufgrund der ersten Dienstverpflichtung am 22. Juni 1938 durch Hermann Göring als Beauftragten für den Vierjahresplan wurden bis zu einer halben Million Zwangsarbeiter zur Bauarbeit am Westwall verpflichtet. Sie wurden äußerst kurzfristig abkommandiert, zum Teil in weniger als 24 Stunden. Ihre Verpflegung und Unterbringung wurde von der Deutschen Arbeitsfront organisiert, die mit großen logistischen Schwierigkeiten zu kämpfen hatte. Als Wohnraum dienten nicht nur eigens errichtete Baracken, sondern auch Turnhallen, Privathäuser und Tanzsäle; mangelnde sanitäre Einrichtungen führten zu erheblichen hygienischen Defiziten.
Den Transport der Bauarbeiter aus ganz Deutschland und des notwendigen Materials übernahm die Deutsche Reichsbahn, die auf ein gut ausgebautes Netz von strategischen Eisenbahnen an der Westgrenze aus der Zeit vor dem Ersten Weltkrieg zurückgreifen konnte.

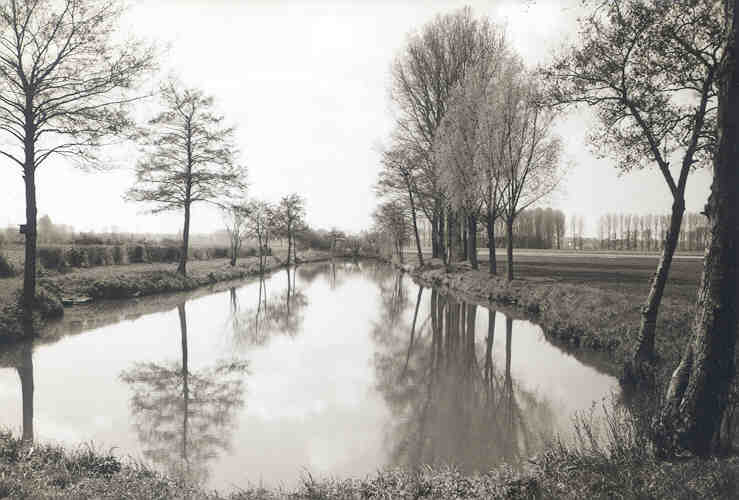
Nasser Graben bei Geilenkirchen

Die Arbeitsbedingungen auf den Baustellen waren äußerst schlecht, es kam häufig zu Unfällen, denn es mussten beispielsweise mit einfachen Mitteln Panzerteile mit bis zu 60 Tonnen Gewicht bewegt und montiert werden. Bis zu 36 Stunden dauernde Schichten (Gießen eines Bunkers), anfangs ohne Urlaub an bis zu sieben Tagen in der Woche, belasteten die Arbeiter bis an ihre Grenzen oder darüber hinaus. Die durchschnittliche Arbeitszeit betrug zehn bis zwölf Stunden; Überstunden wurden obligatorisch.
Bedingt durch harte Arbeitsbedingungen, unzureichende Versorgung, erzwungene Trennung von den Familien und Verlängerungen der eigentlich zeitlich begrenzten Dienstverpflichtungen wurde häufig versucht, durch eigenmächtig verlängerten Urlaub, „Bummelschichten“ oder Flucht zu entkommen. Es kam auch zu ersten kollektiven Streiks. Im Saarland legten 1938 über 1.000 Arbeiter ihre Arbeit nieder und verlangten bessere Entlohnung und Verpflegung, was ihnen auch gewährt wurde. Eine zweite Streikwelle führte zur Rücknahme von im Juni 1939 vorgenommenen Lohnkürzungen. Ab Kriegsbeginn (1. September 1939) praktizierte die Regierung harte Sanktionen: SS-Sonderlager und Polizeihaftlager wurden auf Drängen Todts für unkooperative Arbeitskräfte eingerichtet, von denen aus die Arbeiter zur Arbeit gefahren und „ideologisch unterwiesen“ wurden. Das SS-Sonderlager Hinzert wurde nach der Niederlage Frankreichs (Juni 1940) Durchgangslager für Juden (Näheres hier) und andere Häftlinge, die aus Frankreich in Konzentrationslager oder Vernichtungslager deportiert wurden. Das SS-Sonderlager Hinzert wurde 1945 dem KZ Buchenwald direkt unterstellt.
Todt selbst sagte zur Rolle dieses Lagers, es habe die Westwallbauten erst ermöglicht.
Am 5. September 1944 kam eine Gruppe Hanauer Hitlerjugend-Jungen im Alter von 14 bis 16 Jahren zum Bau des Westwalls in Wiltingen an. Am 17. November erreichte eine weitere Hanauer Gruppe Hillesheim in der Eifel. Am 26. November schlug eine V1 dicht hinter der Kolonne ein, ein BDM-Mädchen erlag ihren Verletzungen.

### Panzerteile und Bewaffnung
Die notwendigen stählernen Panzerteile für die Aufstellung von Waffen in den Bunkern konnte die Industrie weder in der benötigten Menge noch in der notwendigen Qualität liefern, sodass der militärische Wert der Anlagen nicht sonderlich hoch war. Zu den Panzerteilen gehörten die Scharten und ihre Verschlüsse sowie Panzerkuppeln für die Rundumverteidigung. Hinsichtlich der Legierungsmetalle für die Herstellung dieser Panzerteile (in erster Linie Nickel und Molybdän) war man vom Ausland abhängig, so dass man entweder überhaupt keine Panzerteile einbaute oder diese aus minderwertigem Ersatzmaterial herstellte. Dieser Mangel war selbst auf offiziellen Fotografien zu erkennen.
Weiterhin waren die Bunker für Geschütze ausgelegt, die sich bereits in den ersten Kriegsjahren als unterdimensioniert herausstellten und deshalb wieder ausgebaut wurden. Die für eine wirksame Verteidigung notwendigen großkalibrigen Waffen ließen sich jedoch nicht in die vorhandenen Bunker einbauen.

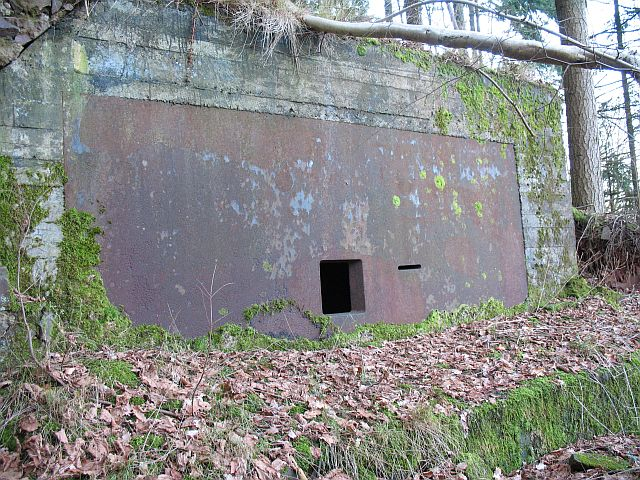
Schartenplatte 7P7 der Baustärke B1

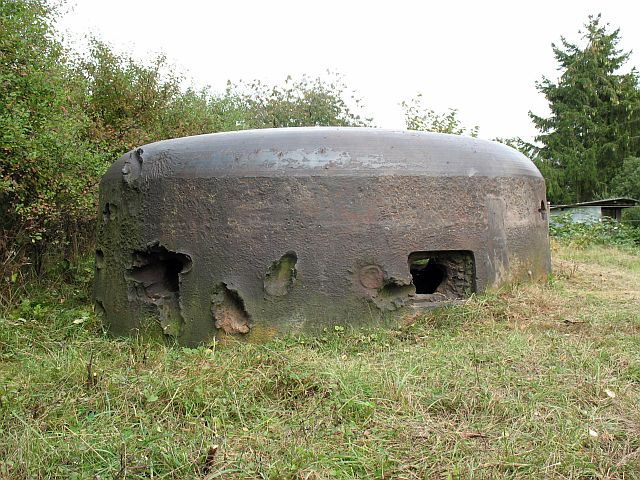
Sechsschartenturm 20P7 mit Treppenscharten und Treffern panzerbrechender Munition

## Die Rolle des Westwalls zu Beginn des Krieges

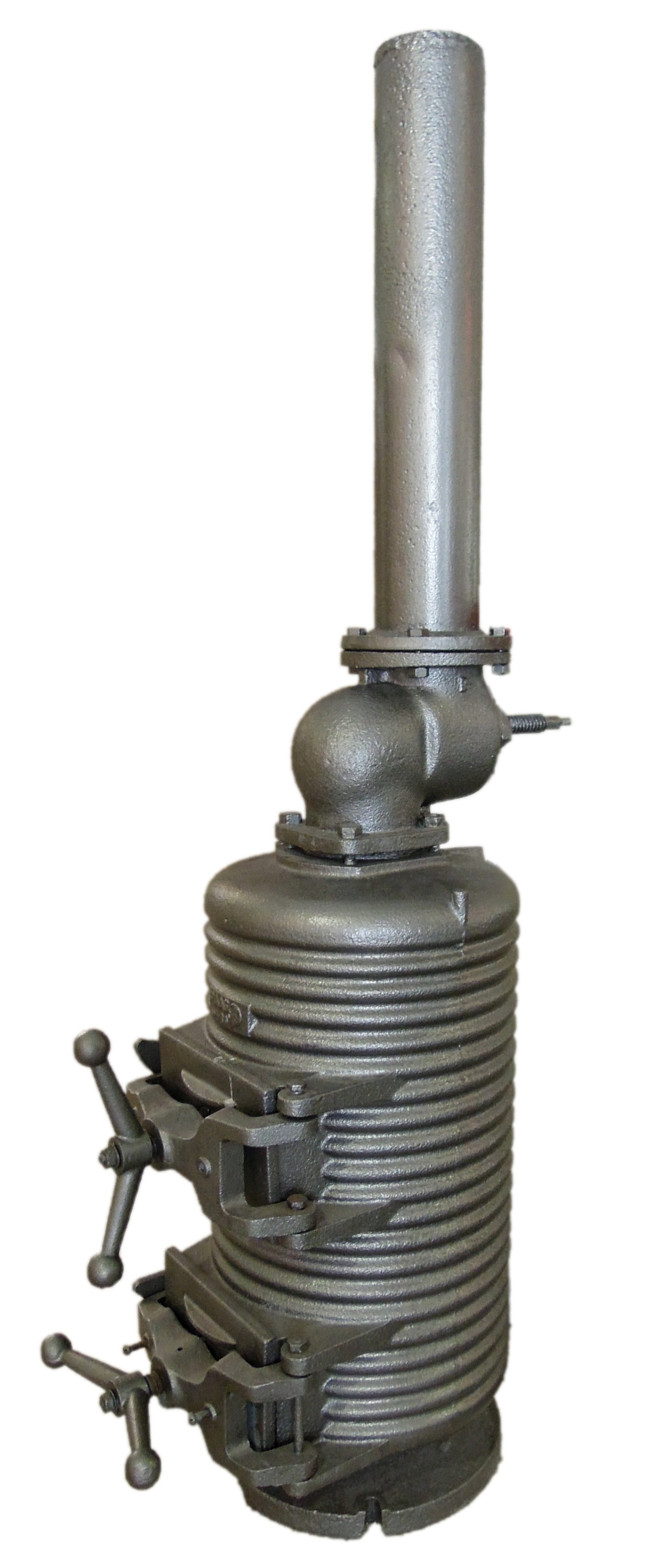
Ein Ofen zur Beheizung eines Westwall-Bunkers

Trotz der zu Beginn des Zweiten Weltkrieges am 3. September 1939 erfolgten Kriegserklärung Frankreichs an das Deutsche Reich kam es bis zum Beginn des Westfeldzuges zu keinen größeren Kämpfen am Westwall, dessen deutsches Vorfeld als Rote Zone 1939 evakuiert wurde. Stattdessen verharrten beide Gegner im sogenannten Sitzkrieg, wobei keine Seite die andere angreifen wollte und stattdessen in ihren sicheren Stellungen verharrte. Nach dem Abschluss des Westfeldzugs wurden alle beweglichen Waffen aus den Bunkern des Westwalls entfernt und an anderen Stellen verwendet. Die betonierten Teile ließ man in der Landschaft stehen, wodurch die Anlage innerhalb kürzester Zeit völlig unbrauchbar für die Verteidigung wurde. Stattdessen nutzte man die Bunker als Lagerräume, beispielsweise für landwirtschaftliche Geräte. Auch andere Einrichtungsgegenstände wie zum Beispiel die nicht mehr benötigten Betten wurden aus den Bunkern entfernt und in neu errichtete zivile Luftschutzbunker eingebaut. Die Betten wurden aufgrund ihrer Herkunft oft als „Westwall-Betten“ bezeichnet.

## Reaktivierung des Westwalls 1944
Eine neue Situation entstand mit der Landung der Alliierten in der Normandie am 6. Juni 1944, als der Krieg auch im Westen wieder voll losbrach. Am 24. August 1944 erließ Hitler einen Führererlass zum erneuten Ausbau des Westwalls. 20.000 Zwangsarbeiter und Mitglieder des Reichsarbeitsdienstes (kurz RAD) versuchten mit improvisierten Mitteln die Verteidigungsbereitschaft wiederherzustellen, was aber wegen der alliierten Luftüberlegenheit nicht gelang. Schon während dieser Arbeiten stellte sich heraus, dass die Bunker den weiterentwickelten panzerbrechenden Waffen in keiner Weise mehr gewachsen waren. Auch die ortsansässige Bevölkerung wurde für Arbeiten herangezogen, meist zum Bau von Gräben für die Panzerabwehr. Parallel zur Reaktivierung des eigentlichen Westwalls wurden entlang der Grenzen zum besetzten Ausland kleine Ringstände aus Beton errichtet, sogenannte Tobruks. Diese Stände waren im Wesentlichen kleine Schützenlöcher für einen einzelnen Soldaten, wie sie auch in der Maas-Rur-Stellung zum Einsatz kamen.

## Kampfhandlungen am Westwall
Die im September 1944 durchgeführte Operation Market Garden der Westalliierten ist im Zusammenhang mit dem Westwall zu sehen. Mit dieser Operation versuchte das alliierte Oberkommando vergeblich, Rheinübergänge in den Niederlanden zu gewinnen, um den Westwall nördlich zu umgehen.

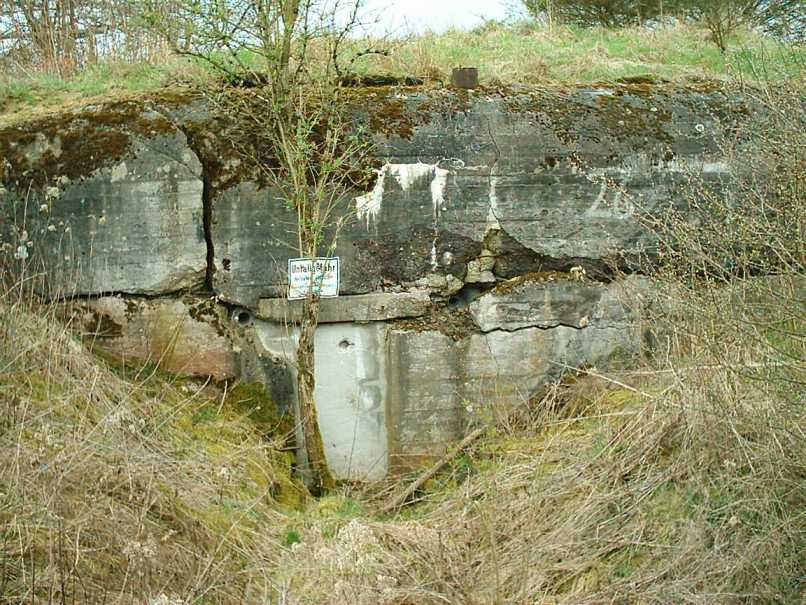
Reste einer Anlage südwestlich von Karlsruhe (in Richtung Durmersheim)

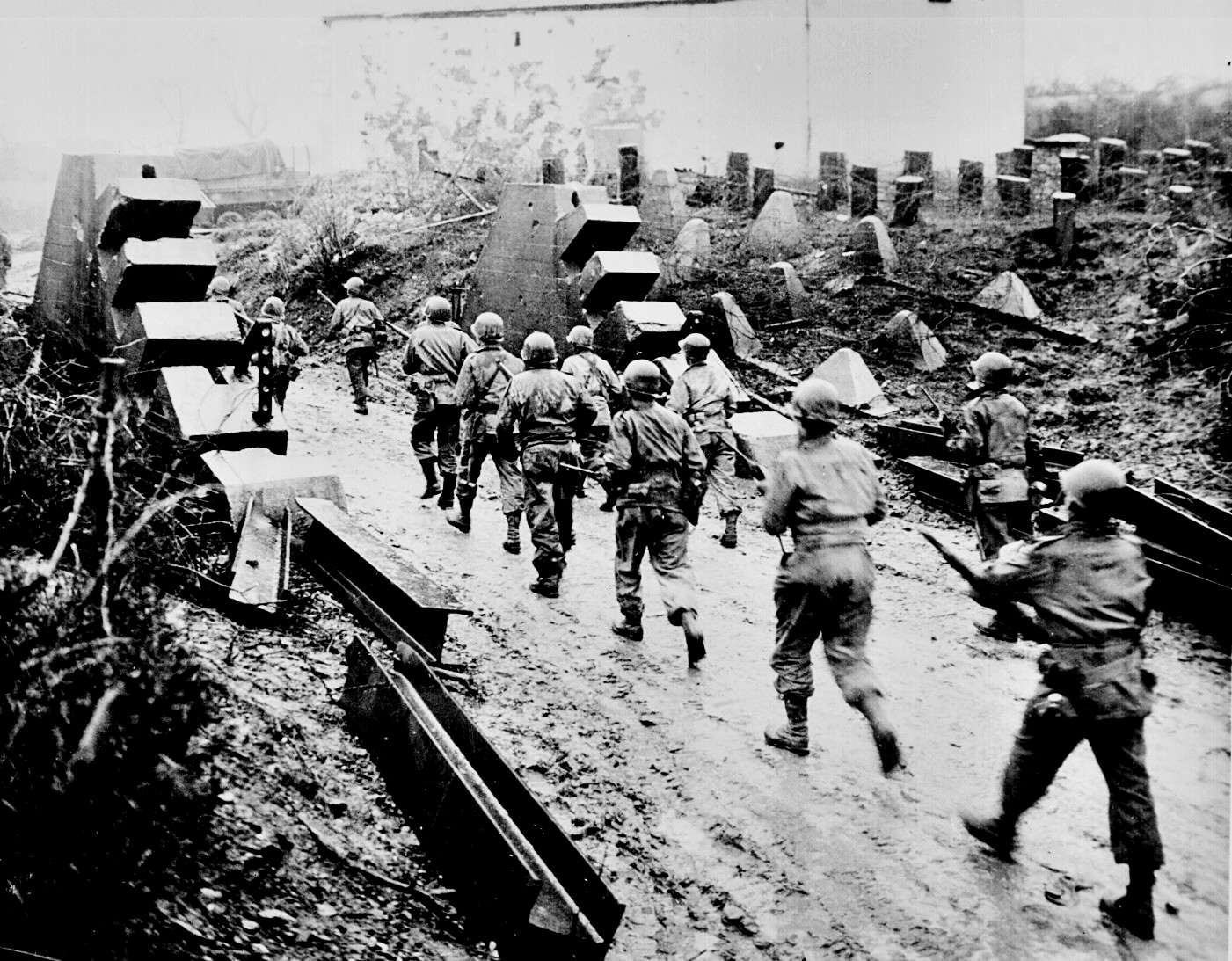
Amerikanische Soldaten durchqueren den Westwall

Im Oktober 1944 begannen erste Kriegshandlungen vor dem Westwall. Der am stärksten umkämpfte Bereich des Westwalls war die Gegend des Hürtgenwaldes in der Nordeifel, ca. 20 km südöstlich von Aachen gelegen. In dem unübersichtlichen Waldgebiet fielen bis Februar 1945 12.000 Wehrmacht-Soldaten sowie ebenfalls 12.000 US-Soldaten bei der Schlacht im Hürtgenwald.
Weiter nördlich gelang es US-Truppen im Oktober 1944 in der Schlacht um Aachen, in die erste Verteidigungslinie des Westwalls einzubrechen und Aachen als erste deutsche Großstadt einzunehmen. Der Durchbruch im Raum Aachen führte zu einem Einbruch in die zweite Stellung des Westwalls auf einer Breite von 40 Kilometern, der im Zuge der Operation Queen im November und Anfang Dezember bis an die Rur vorgetrieben wurde. Eine Überschreitung des Flusses gelang indes nicht, stattdessen bildete sich die lange umkämpfte Rurfront.
Erst am 23. Februar 1945 überquerte die 9. US-Armee die Rur (Operation Grenade).
Elsass/Saarland/Pfalz
Weiter südlich war die Lage wie folgt: im August und September 1944 hatten die alliierten Truppen die Wehrmacht aus großen Teilen Frankreichs herausgedrängt; ihnen war ein blitzkriegartiger Vormarsch gelungen. Dieser kam Mitte September an der belgisch-niederländischen und belgisch-deutschen Grenze sowie an der Mosel und deren Nebenflüssen zum Stehen. Das hatte verschiedene Gründe; unter anderem waren durch den Vormarsch die alliierten Nachschublinien immer länger geworden. Alliierte Truppen standen nun also vor Teilen des südlichen Westwalls.
Da SHAEF zunächst mit dem Rheindelta und mit Aachen andere Schwerpunkte verfolgte, gab es im September und Oktober 1944 nur örtliche Kampfhandlungen.
Auf Drängen Frankreichs und aufgrund der Hoffnung, hier aus der Bewegung in den Westwall einzubrechen und hohe Verluste wie in den vorangegangenen Kämpfen zu vermeiden, entschloss sich SHAEF dennoch zu einer Offensive in diesem Abschnitt. Von Mitte November bis Mitte Dezember 1944 konnten alliierte Truppen große Teile des Elsasses und Lothringens unter ihre Kontrolle bringen. Am 12. November 1944 trat die 6. US-Heeresgruppe im Zusammenwirken mit der 3. US-Armee zur Offensive beiderseits der Vogesen an. Die alliierten Armeen durchbrachen die Zaberner Steige und die Burgundische Pforte und erreichten den Oberrhein am 19. November bei Mülhausen und am 23. November bei Straßburg.
Am 16. Dezember 1944 begann die Wehrmacht aus der Deckung des Westwalls heraus die Ardennenoffensive, und zwar in der Gegend zwischen Monschau und dem luxemburgischen Echternach. Diese – die Alliierten überraschende – Offensive brachte nur kurzfristige deutsche Geländegewinne, kostete viele Menschenleben und hatte keinen Einfluss auf den Kriegsausgang. Sie wird oft als letzte Offensive an der Westfront bezeichnet; tatsächlich war sie die vorletzte und das Unternehmen Nordwind (siehe unten) die letzte.
Auch an anderen Stellen wurde am Westwall schwer gekämpft. Die Besatzungen vieler Bunker verweigerten aus Angst vor den deutschen Standgerichten die kampflose Übergabe. Viele deutsche Soldaten bezahlten diese Entscheidung mit ihrem Leben, da vor allem die Gruppenunterstände keinerlei Schutz vor den Waffen der Angreifer boten.
Vom 31. Dezember 1944 bis 25. Januar 1945 versuchte die Wehrmacht im Unternehmen Nordwind eine Offensive. Ein wesentlicher Teil der Kampfhandlungen fand vom 8. bis 20. Januar 1945 im Raum zwischen Hagenau und Weißenburg statt; Kämpfe am Vogesenkamm und um einen neugebildeten Brückenkopf am Oberrhein bestimmten die Ereignisse deutlich stärker. Die Schlacht endete nach dem Rückzug der amerikanischen Truppen auf die Moder-Linie nahe Hagenau und ihrem Abwehrerfolg gegen die letzten deutschen Angriffe am 25. Januar.
Im Frühjahr 1945 fielen die letzten Westwallbunker an der Saar und im vorderen Hunsrück, wie beispielsweise die Bunkerkette von Osburg-Neuhaus.

## Der propagandistische Wert des Westwalls

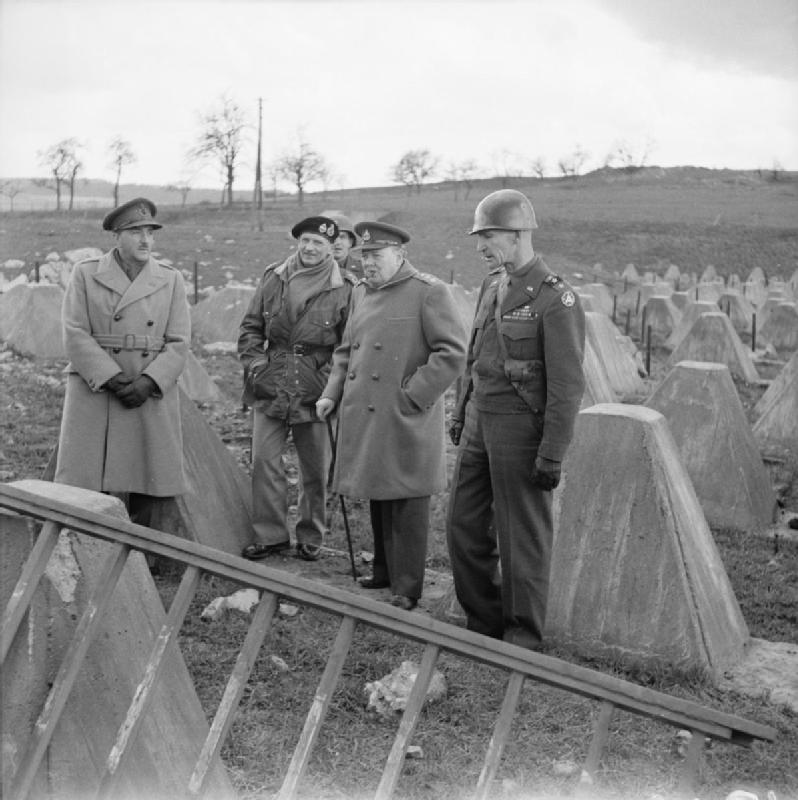
Besichtigung der „Siegfried-Linie“ bei Aachen durch den britischen Premierminister Winston Churchill am 4. März 1945

Der Bau des Westwalls wurde von der deutschen Propaganda deutlich über die Notwendigkeit hinaus als unbezwingbares Bollwerk dargestellt, und zwar sowohl im Inland als auch im Ausland. Das Reich sei von außen bedroht und baue daher eine rein defensive Anlage, was wiederum die Nachbarn beschwichtigen sollte. Diese Strategie erwies sich aus der Sicht der Nationalsozialisten zu Beginn wie zum Ende des Zweiten Weltkrieges als überaus erfolgreich. Zu Beginn des Krieges verblieben die gegnerischen Truppen hinter ihren eigenen Grenzbefestigungen, der Westwall stellte für sie nicht nur eine reale, sondern auch eine psychologische Grenze dar.
Darüber hinaus wurde der Westwall, insbesondere unter der Bezeichnung „Siegfried-Linie“, Gegenstand von Parodien in Soldatenliedern beider Kriegsparteien.
Für Propagandazwecke wurde auch ein Dokumentarfilm über den Bau gedreht. Da zum Zeitpunkt des Drehs noch kaum vorzeigbare Baustellen am Westwall vorhanden waren, wurden Baustellen des Oder-Warthe-Bogens als Baustellen des Westwalls ausgegeben und gefilmt.

## Nachkriegszeit

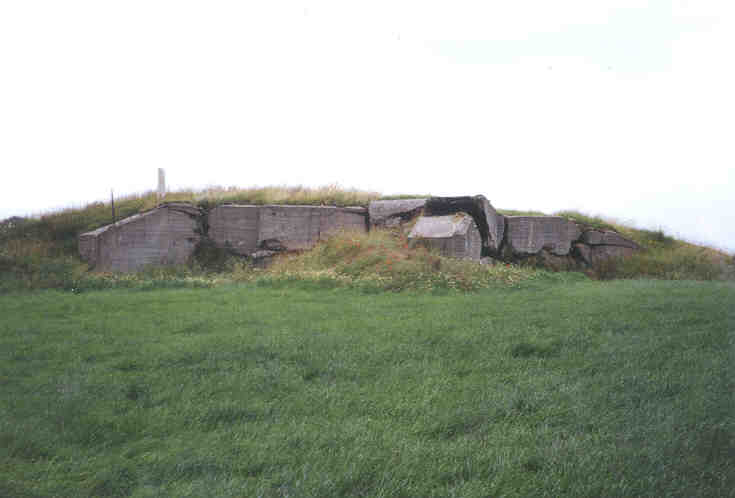
Bunkerruine in der Nähe von Aachen: Der abgebildete Bunker mit der ganzen Bunkergruppe wurde im Januar 2005 übererdet beziehungsweise zerstört und entfernt. Trotz bestehenden Denkmalschutzes ist dieser Teil der Umgebung Aachens heute „bunkerfrei“.

In der Nachkriegszeit wurden viele der Westwallanlagen durch Sprengungen geschleift. Bei diesen Arbeiten sowie bei der Beseitigung der vielen Minen verloren nochmals Menschen ihr Leben.

### „Denkmalwert des Unerfreulichen“
In Nordrhein-Westfalen sind noch etwa 30 Bunker unzerstört vorhanden; der große Rest wurde entweder gesprengt oder mit Erde zugeschüttet. Von den Panzersperren sind noch große Teile an Ort und Stelle zu sehen, in der Eifel zum Beispiel auf vielen Kilometern Länge. Dort ist auch das Westwallmuseum Irrel zu finden. Unter dem Stichwort Der Denkmalwert des Unerfreulichen wird heute versucht, die verbliebenen Reste des Westwalls unter Denkmalschutz zu stellen, da nur so den nachfolgenden Generationen anschaulich Geschichte präsentiert werden kann. Wie bei anderen Bauten aus der NS-Zeit war auch dies einige Male Anlass für Kontroversen.
Es werden immer noch öffentliche Gelder zur Beseitigung von Resten des Westwalls bereitgestellt. Da die Bunker aus den vergangenen Kriegen aber mittlerweile zum archäologischen Fundus gehören, werden beispielsweise in Nordrhein-Westfalen Notgrabungen durchgeführt, wenn wieder einmal ein Stück des Westwalls – beispielsweise für eine Straßenverbreiterung – beseitigt werden muss. Diese Notgrabungen können zwar nicht die vollständige Zerstörung des zugehörigen Abschnittes verhindern, bringen aber neue wissenschaftliche Erkenntnisse und bislang unbekannte Details über das jeweilige Bauwerk zu Tage. In diesem Zusammenhang wird von manchen Menschen, ob Zeitzeuge oder nachfolgender Generation, die Frage nach der Rechtfertigung des Denkmalschutzes derartiger Befestigungen gestellt. Soll und will man diese Zeitzeugen aus Beton für die Nachwelt erhalten – ähnlich wie beispielsweise den römischen Befestigungswall Limes?
2007 veranstaltete die Rheinische Bodendenkmalpflege in Bonn eine Fachtagung von 135 Historikern und Fachleuten aus der Arbeit an Gedenkstätten zum Thema Westwall, die im Wesentlichen beklagten, dass die Erinnerungskultur hierzu eher geschichtslos, in der Art von Kriegserzählungen betrieben werde, ohne die NS-Geschichte, die NS-Propaganda und die mit dem Bau verbundenen Verbrechen kritisch zu hinterfragen. Dazu sollte eine behutsame Umwandlung der bestehenden Museumsanlagen erfolgen und eine alternative Musealisierungsstrategie entwickelt werden.
In Rheinland-Pfalz stehen sämtliche vollständig, teilweise oder zerstört erhaltenen, zum Westwall und zur Luftverteidigungszone West gehörenden Anlagen unter Denkmalschutz; betroffen sind unter anderem „Bunker, Minengänge, Stellungen, Höckerlinien, sonstige Sperranlangen, (…), künstliche Hindernisse, (…), umgestaltende Eingriffe in die natürliche Oberflächengestalt und natürliche Oberflächengewässer (wie insbesondere aufgeschüttete Rampen oder aufgestaute natürliche Bäche)“. Sie bilden das „Strecken- und Flächendenkmal ‚Westbefestigung‘“, das aus geschichtlichen Gründen Denkmalwert hat. Es erstreckt sich über acht Landkreise und vier kreisfreie Städte.
Im Saarland wurde 2005 das B-Werk Besseringen der Öffentlichkeit zugänglich gemacht. Von den ehemals 32 Panzerwerken der Baustärke „B“ ist es eines der wenigen erhaltenen. Das Panzerwerk Katzenkopf (seit 1979 Westwallmuseum Irrel) hat ebenfalls Wandstärke B.
Viele Bunkerruinen sind mittlerweile beliebte Ziele für Geocacher. Wegen Naturschutzbestimmungen in einigen Bundesländern, insbesondere zum Fledermausschutz, sind die Caches, soweit sie sich in Innenräumen ehemaliger Bunker befinden, nur im Sommerhalbjahr geöffnet.

### Naturschutz am Westwall

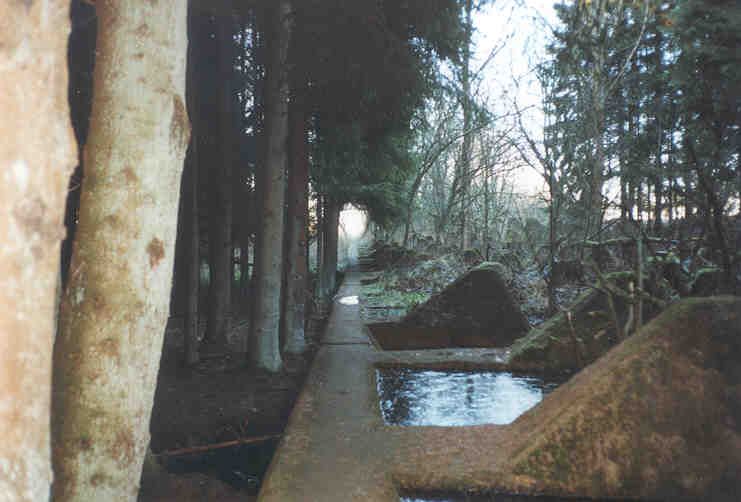
Der Westwall als Biotop-Kette

In der Auseinandersetzung um die Reste des Westwalls haben sich auch Naturschützer zu Wort gemeldet. Große Reste des Westwalls sind heute wertvolle Biotopketten, in die sich selten gewordene Tier- und Pflanzenarten zurückgezogen haben. Sie sind hier ungestört, da die Betonruinen nicht land- oder forstwirtschaftlich genutzt werden können.
Im August 2006 hat der Bund für Umwelt und Naturschutz Deutschland für sein Projekt Grüner Wall im Westen erstmals von der Bundesvermögensverwaltung einen Westwallbunker bei Hellenthal übernommen. Die Initiative sieht dies als Initialzündung für Kommunen und Vereine, in ähnlicher Weise aktiv zu werden, um andere Teile dieses Grünen Korridors zu retten und dem Naturschutz zuzuführen. Das Bundesfinanzministerium stellte dem BUND für die Sicherung der Anlage 7.000.000 Euro zur Verfügung, das sind 70 % der sonst notwendigen Abrisskosten.
Die Bunkerruinen haben sich im Laufe der Jahrzehnte zu wertvollen Lebensräumen unter anderem für Wildkatzen und Fledermäuse entwickelt und stellen in der dicht besiedelten und intensiv genutzten Kulturlandschaft wertvolle Rückzugsräume für Tiere und Pflanzen dar. Ihre besondere Bedeutung für den Naturschutz erhalten die Anlagen aufgrund ihrer bandförmigen Anordnung in der Landschaft. Der ehemalige Westwall kann so die verschiedenen Landschaftsräume als „Grüner Wall im Westen“ zu einem großen Biotopverbund zusammenführen.
Die Bunkerruinen dienen mit ihren Hohlräumen als Rückzugsfläche für Klein- und Großsäuger wie Wildkatze, Dachs, Spitzmaus und andere. Die Spalten in den Ruinen sowie Stollen sind ideale Sommer- und Winterquartiere für Fledermäuse. Reptilien wie die Mauer- oder Zauneidechse sind immer wieder zu finden.
Im Juni 2010 hat der Bund für Umwelt und Naturschutz Deutschland (BUND) Landesverband Rheinland-Pfalz e. V. das Projekt „Grüner Wall im Westen“ gestartet. Mit diesem Projekt soll der ehemalige Westwall als erlebbares Zeitzeugnis der jüngeren Geschichte, architektonisches Denkmal sowie als wichtiger Lebensraum und Verbundachse für seltene und gefährdete Arten vor der Zerstörung bewahrt werden. Diese Verbundachse soll im Sinne eines „Denkmalschutzes durch Naturschutz“ dauerhaft gesichert werden. Die Stiftung Natur und Umwelt Rheinland-Pfalz fördert das Projekt. Naturschützer aus unterschiedlichen Verbänden arbeiten Hand in Hand mit Denkmalschützern, Historikern, Vertretern des Tourismus, des Forstes und Flurbereinigungsbehörden sowie der Landeszentrale für politische Bildung zusammen. Das Projekt zielt auf eine starke Zusammenarbeit mit den angrenzenden Bundesländern Nordrhein-Westfalen, Saarland und Baden-Württemberg und soll damit künftig auf den gesamten ehemaligen Westwall ausgedehnt werden.

### Naturschutz bei Planung und Bau des Westwalls zur Zeit des Nationalsozialismus
Der Naturschutz war an Planung und Bau dieser Angriffs- und Verteidigungslinie zur Zeit des Nationalsozialismus beteiligt: Seine Aufgabe bestand damals in der Einfügung der militärischen Anlagen in die Landschaft. Er nahm die Grüntarnung für die Wehrmacht vor.
Wichtigste Akteure in diesem Zusammenhang waren die sogenannten Landschaftsanwälte unter der Führung von Alwin Seifert. Diese Gruppe von Spezialisten arbeitete ursprünglich mit der Organisation Todt beim nationalsozialistischen Reichsautobahnbau zusammen. Sie sorgten z. B. dafür, dass der Streckenverlauf mit dem Landschaftsbild harmonierte oder die Bepflanzung entlang der neuen Fahrstraßen mit heimischer Vegetation erfolgte.
Als 1938 Fritz Todt auch mit dem beschleunigten Ausbau des Westwalls beauftragt wurde, gelang es den Landschaftsanwälten ihr Aufgabenspektrum auf die entsprechenden militärischen Bauten auszuweiten. A. Seifert übergab diese Aufgabe dem „Landschaftsanwalt“ Wilhelm Hirsch (1887–1957), der seinerseits wiederum mindestens sieben weitere dieser Spezialisten einbezog. Jeder von ihnen bekam einen Abschnitt des Westwalls zugeteilt. Während die Wehrmacht über Stärke und Position der Bauten entschied, übernahmen die Landschaftsanwälte die Aufgabe, sie so in die Landschaft einzubetten, dass sie der Gegner weder aus der Luft noch vom Boden aus erkennen konnte. Sie entwickelten die entsprechenden Pläne, die Ausführung übernahmen privatwirtschaftliche Garten- und Landschaftsbaufirmen. Es ist sehr wahrscheinlich, dass dabei auch Zwangsarbeiter eingesetzt wurden.
Neben dem militärischen Zweck der Grünplanung bestand auch ein theoretischer Hintergrund.
Entsprechend der Blut- und Bodenideologie des Nationalsozialismus versuchten die Landschaftsanwälte den immensen Eingriff im Zuge des Westwallbaus dazu zu nutzen, die Landschaft zu „heilen“ bzw. sie „aufzuwerten“.
W. Hirsch vermerkte: „Der Westwall ist und bleibt für alle Zeiten geschichtlicher Boden. Er wird zur geschichtlichen Größe deutschen Schaffens, wenn nach der technisch-militärischen Großtat in gleicher Größe die kulturelle Tat des Wiederaufbaus der wund gewordenen Landschaft folgt.“
Es sei zu vermeiden, dass sie nach dem Eingriff versteppe, verbusche oder der Nutzwert verloren gehe, denn: „Die darin lebenden Menschen können zu keinen willensstarken Menschen heranwachsen.“
Dieser ideologische Zusammenhang zwischen der Landschaft und den darin lebenden Menschen war ein Kriterium für die Erarbeitung der Pflanzpläne. Nur einheimische, deutsche Pflanzen sollten für die Grüntarnung benutzt werden. Zum Beispiel Bluthartriegel, Liguster, Schlehdorn, Weinrose oder Wildbrombeere.
Der Naturschutz sah in diesem Zusammenhang seine Rolle darin, an der Entstehung der „nationalsozialistischen Volksgemeinschaft“ mit seinen Mittel mitzuwirken.
Die Landschaftsanwälte verfolgten insbesondere das Ziel mit Heckenstrukturen, Pflanzungen, Aufschüttungen usw. die Einzelbauwerke über „Grünbrücken“ miteinander zu verbinden und sie so als scheinbar organischen Bestandteil der Landschaft den Blicken des Feindes zu entziehen.
Ziel war eine sogenannte nationalsozialistische Wehrlandschaft, in der die Bauwerke „verschwanden.“
Die entsprechenden Arbeiten dauerten in jedem Fall bis Oktober 1941.
Der Westwallbau hatte die Landschaftsanwälte in Kontakt mit der deutschen Wehrmacht und der SS gebracht. Das hier gewonnene Fachwissen wurde in der Folge auch beim Bau des sogenannten Atlantikwalles und in den eroberten Gebieten in Osteuropa angewandt, darunter auch im Umfeld des Konzentrationslagers Auschwitz.
Aber nicht nur die Landschaftsanwälte waren als Naturschützer bei Planung und Bau des Westwalls tätig. In der Pfalz wurde zum Beispiel auch der bayerische Regierungsbeauftragte für Naturschutz beteiligt. Und der Bund Naturschutz in Bayern vermerkte u. a. in den von ihm herausgegebenen „Blätter für Naturschutz“ im Mai 1940: „Im Kriegsgebiet freilich hat der Naturschutz keinen Platz, denn wo Menschenleben und Menschengut vernichtet werden, kann nicht lange Rücksicht genommen werden auf die Natur, die aber auch hier für sich selbst sorgt und sogar über die Verwüstungen des Kriegsschauplatzes ihre Wunder ausgießt. Aber schon im Hinterland des Krieges, im Gebiet des Westwalls, sind überall die Forderungen des Naturschutzes erfüllt, wenn auch größtenteils aus anderen Gründen, wegen der Tarnung. Doch nicht nur die Tarnung, die naturfreundliche Organisation Todt hilft mit in die Landschaft möglichst wenig und kleine Wunden zu reißen und die unbedingt nötigen größeren Eingriffe wieder baldigst der umgebenden Landschaft anzugleichen – oft in rührender Kleinarbeit.“
Der Reichsbund für Vogelschutz, die Vorläuferorganisation des heutigen NABU, sorgte dafür, dass im Sinne des Artenschutzes an den Westwallbunkern Nistkästen aufgehängt wurden.

## Adaptionen
Der Westwall, im Englischen meist als „Siegfriedlinie“ bezeichnet, wurde in einem Soldatenlied der während des Sitzkrieges in Frankreich stationierten British Expeditionary Force erwähnt. We’re Going to Hang out the Washing on the Siegfried Line parodierte die Schwäche des Westwalls.